# Список умерших в 1942 году
В этом списке представлены известные люди, умершие в 1942 году.

## Ноябрь 25.11.1942
Шонкобаев Акатай

## Дата неизвестна или требует уточнения

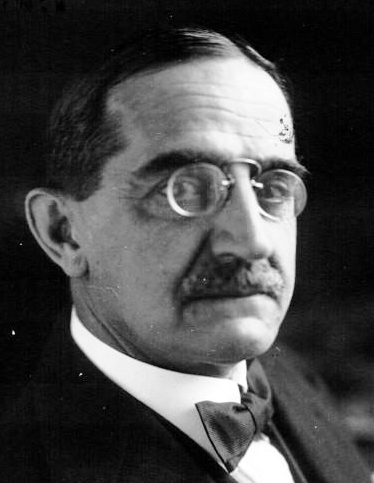
Николаос Политис

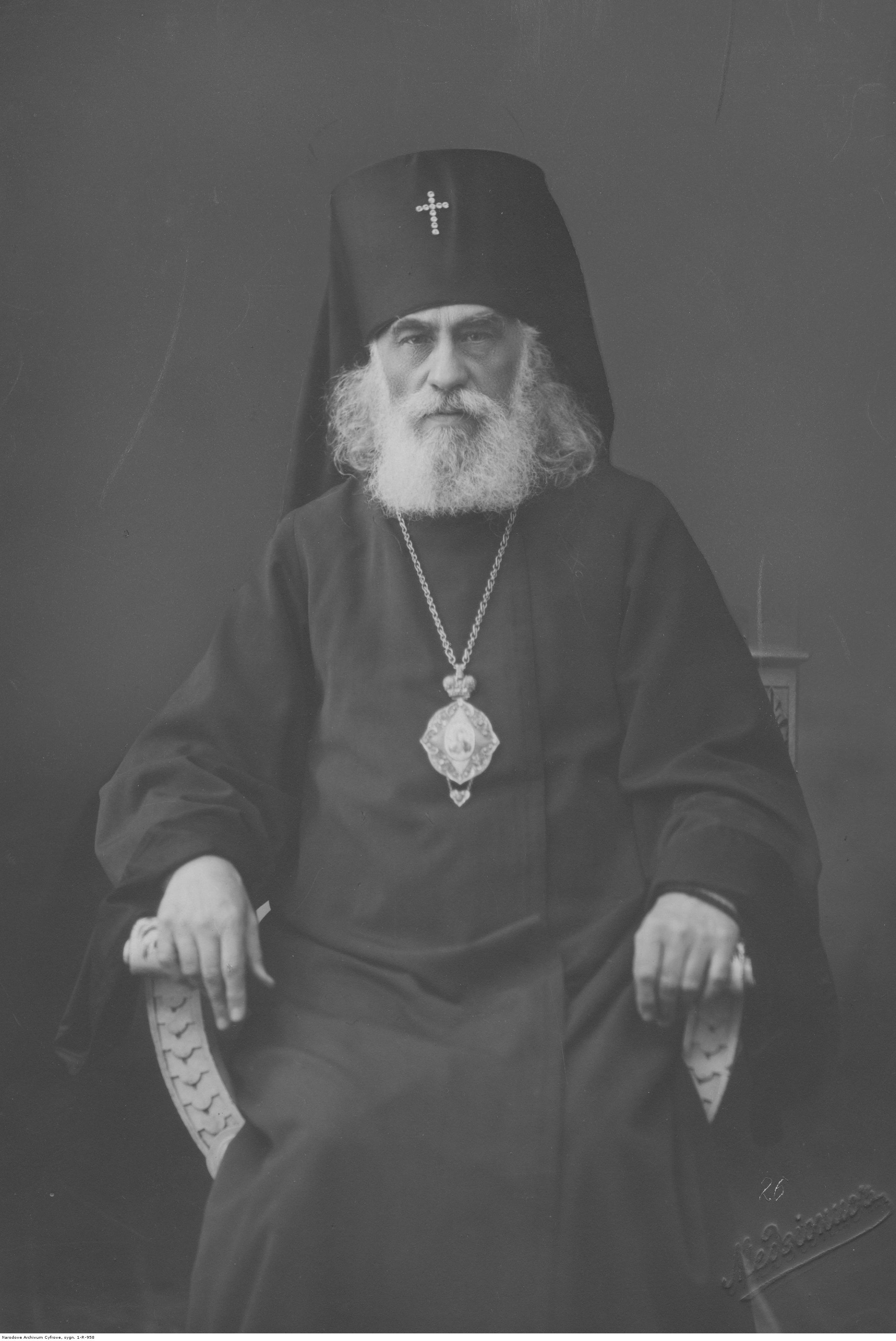
Феодосий (Феодосиев)

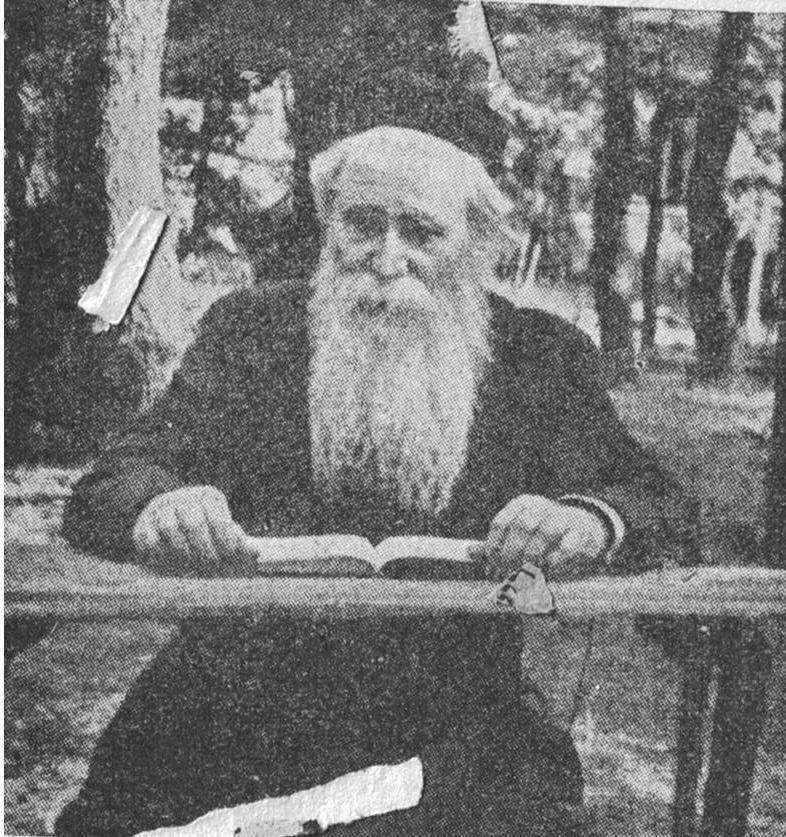
Гилель Цейтлин

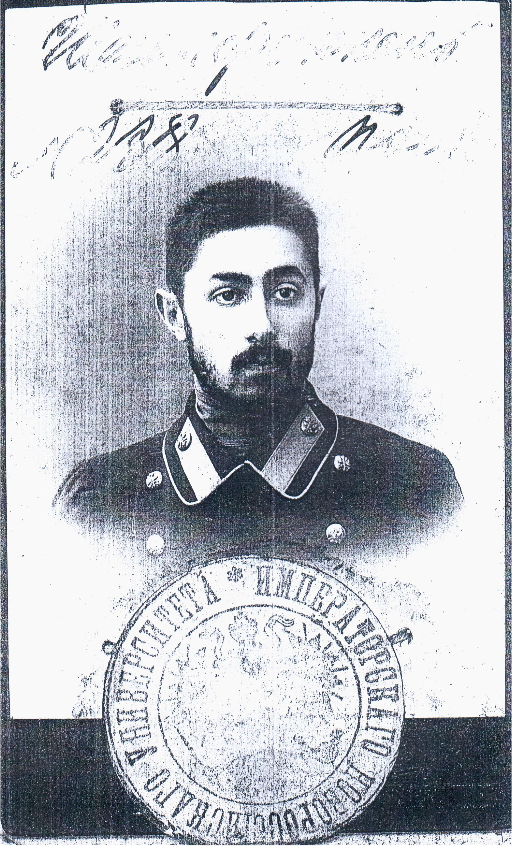
Моисей Шейнфинкель

- Абрамович-Блэк, Сергей Иванович — советский писатель-маринист. Репрессирован. Умер в советской тюрьме.
- Алавердов, Христофор Николаевич (47) — советский военачальник, генерал-майор (1940), участник Первой мировой, Гражданской, Советско-финской и Великой Отечественной войн, командир 113-й стрелковой дивизии Расстрелян в немецком плену в конце 1942 года.
- Александер, Георгий Александрович — командир береговой батареи № 30 в Севастополе. Расстрелян в немецком плену.
- Алферьев, Пётр Фёдорович — советский военачальник, генерал-майор (1940). В начале Великой Отечественной войны командующий 34-й армией, затем заместитель командующего 2-й ударной армией. Пропал без вести в июне 1942 года.
- Ананьин, Степан Андреевич — украинский психолог, педагог, философ, профессор Киевского университета
- Ангарский, Иннокентий Ионович — советский разведчик. Репрессирован. Умер в заключении. Реабилитирован посмертно
- Андрэ Матсва — конголезский религиозный и политический деятель. Умер в тюрьме.
- Антокольский, Лейба Мовшевич (70) — российский и советский художник. Умер в декабре 1942 года в Стерлитамаке
- Апостоли-Триандофилос, Владимир Александрович — русский советский живописец. умер от голода в блокадном Ленинграде.
- Арнштайнова, Францишка (77) — польская поэтесса и переводчица еврейского происхождения. Умерла в Треблинке в августе 1942 года.
- Чистяков, Александр Петрович — советский спортсмен и киноактёр.
- Арнштейн, Марк Абрамович — польский и российский драматург, режиссёр, журналист еврейского происхождения. Погиб в варшавском гетто.
- Арсений (Денисов) — епископ Русской православной церкви, епископ Каширский, викарий Московской епархии. Духовный писатель, церковный историк. Умер от голода.
- Багалей-Татаринова, Ольга Дмитриевна — советский историк, архивист, библиограф, библиотековед.
- Бандера, Александр Андреевич (31) — украинский политик, деятель ОУН, брат Степана Бандеры
- Баранов, Сергей Васильевич — советский военачальник, генерал-майор технических войск (1940), участник Гражданской и Великой Отечественной войн. командир 212-й мотострелковой дивизии. Умер от тифа в немецком плену.
- Безчастнов, Михаил Фёдорович — архитектор, главный городской инженер Одессы, первый городской архитектор советской Одессы. Умер в мае 1942 года
- Бейбулатов, Темир-Булат — дагестанский поэт, переводчик, фольклорист, драматург, режиссёр, композитор и актёр. Репрессирован. Умер в советском лагере.
- Бернштейн, Рохл — еврейская поэтесса, прозаик и драматург
- Бикбов, Юнус Юлбарисович — один из лидеров Башкирского национального движения, партийный и государственный деятель, председатель Башкирского правительства (1918—1919 гг. Репрессирован. Умер в советском лагере. Реабилитирован посмертно.
- Бикерман, Иосиф Менассиевич — российский историк, писатель и публицист. Умер в Париже.
- Блатов, Николай Александрович — представитель советской бухгалтерской мысли, профессор. Умер от голода в блокадном Ленинграде.
- Блум, Генрих — чешский архитектор еврейского происхождения, умер в немецком концентрационном лагере.
- Бобин, Иван Николаевич — рабочий-кузнец Путиловского завода (ныне Кировский завод), Герой Труда.
- Бобровский, Григорий Михайлович — российский советский живописец и педагог, член Ленинградского Союза художников. Умер от голода в блокадном Ленинграде.
- Бобровский, Константин Семёнович — русский архитектор
- Бовер, Гюстав — швейцарский ботаник.
- Борисоглебский, Михаил Васильевич — российский писатель, журналист, сценарист, историк балета, скончался в заключении. Реабилитирован посмертно.
- Бородаевский, Сергей Васильевич — украинский экономист. Умер в Париже.
- Бохан, Дорофей Дорофеевич — русский, белорусский и литовский журналист, поэт, прозаик, переводчик, литературовед, критик, эссеист, публицист, общественный деятель. Погиб в Тегеране
- Бразер, Абрам Маркович — белорусский советский скульптор, график и живописец. Расстрелян с семьёй в минском гетто.
- Брайнин, Давид — французский художник, артист балета еврейского происхождения. Погиб в Освенциме
- Браун, Фёдор Александрович — филолог-германист, декан и профессор Петербургского университета (1905—1920). Умер в Германии.
- Брилинг, Густав Вольдемарович — украинский советский историк и этнограф, юрист. Репрессирован. Умер в советском лагере. Реабилитирован посмертно.
- Букиник, Исаак Евсеевич — украинский скрипач. Расстрелян немецкими оккупантами как еврей в Дробицком Яру
- Букумирович, Мирослав — югославский студент, участник Народно-освободительной войны Югославии, Народный герой Югославии. Погиб в полицейском участке после ареста.
- Буланова-Трубникова, Ольга Константиновна — русская революционерка, народница.
- Бурачек, Николай Григорьевич — Советский (украинский) живописец, сценограф, актёр, педагог, писатель, историк искусства. Один из учредителей и первый президент Украинской Академии Искусств.
- Бурцев, Фёдор Михайлович — Политрук, участник Великой Отечественной войны, руководитель группы разведчиков, освободивших около 200 советских военнопленных. Погиб в бою в январе 1942 года.
- Вавилова, Клавдия Дмитриевна — участница Великой Отечественной войны, фельдшер. Пропала без вести в феврале 1942 года.
- Вайнштейн, Самуил Осипович — советский, ранее российский, шахматист, деятель русского и советского шахматного движения. Погиб в блокадном Ленинграде.
- Ванбьянки, Артуро — итальянский композитор.
- Вейсс, Сома — американский врач венгерского происхождения. Умер от аневризмы сосудов головного мозга.
- Ветухов, Алексей Васильевич — русский филолог, фольклорист.
- Виноградов-Волжинский, Владимир Алексеевич — советский ученый, профессор, специалист в области гигиены.
- Вольф, Шулим — литовский политик, предприниматель и общественный деятель еврейского происхождения. Один из лидеров литовских сионистов. Умер в советской ссылке
- Воскресенский, Александр Петрович — российский и советский земский врач, общественный деятель, Герой Труда (1932).
- Галина Галина — русская поэтесса, эссеистка, переводчица. Умерла в блокадном Ленинграде.
- Галкин, Алексей Алексеевич — российский журналист, издатель газет, театральный критик, общественный деятель. Умер от голода в блокадном Ленинграде.
- Ган, Алексей Михайлович — советский художник и теоретик искусства. Предположительно умер в ссылке.
- Гевирц, Яков Германович — русский и советский архитектор еврейского происхождения. Умер в блокадном Ленинграде.
- Геннадиев, Борис Сергеевич — русский советский живописец-баталист. Погиб на фронте.
- Геруа, Борис Владимирович — русский военный деятель, генерал-майор (1916). Умер в Лондоне в марте 1942 года
- Гиршгорн, Шмуэль — польско-еврейский писатель, журналист, фольклорист. Самоубийство в Варшавском гетто
- Якоб ван Годдис — немецкий поэт-экспрессионист еврейского происхождения. Казнён в немецком концлагере.
- Голубев, Иван Петрович — советский, ранее российский, шахматист, деятель русского и советского шахматного движения. Погиб в блокадном Ленинграде.
- Гордиенко, Яков Яковлевич — юный партизан-разведчик. Расстрелян немецкими оккупантами.
- Грановский, Самуэль — французский художник, живописец и скульптор еврейского происхождения. Погиб в Освенциме
- Гримм, Герман Давидович — русский архитектор. Умер в блокадном Ленинграде.
- Грубе, Артур Александрович — русский архитектор.
- Грузинов, Иван Васильевич — русский поэт, критик, участник группы имажинистов. Умер в Кунцеве от голода.
- Гуминер, Яков Моисеевич — советский художник-живописец и график. Умер от голода в блокадном Ленинграде.
- Гундобин, Николай Петрович — советский архитектор и гражданский инженер.
- Данчич, Борис Викторович — советский архитектор и градостроитель. Умер от истощения при эвакуации из блокадного Ленинграда в феврале 1942 года.
- Данько, Елена Яковлевна — советская писательница и художница, умерла при эвакуации из блокадного Ленинграда
- Дёмкин, Александр Самуилович — красноармеец Рабоче-крестьянской Красной Армии, участник советско-финской войны, партизан Великой Отечественной войны, Герой Советского Союза (1940). Расстрелян немецкими оккупантами.
- Джамбулатов, Нухай — дагестанский предприниматель. Умер в ссылке.
- Довгялло, Дмитрий Иванович ― российский и белорусский историк и археограф. Умер в ссылке в Казахстане.
- Дорфман, Елизавета Григорьевна — советский художник-график, автор иллюстраций к известным книгам. Умерла в блокадном Ленинграде.
- Дышеков, Магомет Пшиканович — черкесский писатель. Репрессирован. Умер в советском лагере. Реабилитирован посмертно
- Дюльфер, Мартин — немецкий архитектор
- Д’Актиль, Анатолий Адольфович — русский и советский поэт-песенник, драматург, юморист и переводчик. Умер в эвакуации в Перми.
- Емельянов, Виктор Васильевич — красноармеец Рабоче-крестьянской Красной Армии, участник советско-финской и Великой Отечественной войн, Герой Советского Союза (1940). Пропал без вести в июле 1942 года.
- Жаба, Альфонс Константинович — русский советский живописец, график, художник книги; жанрист, баталист, пейзажист, мастер исторический картины. Умер в блокадном Ленинграде.
- Жамцарано, Цыбен Жамцаранович — бурятский, монгольский и советский учёный, общественно-политический деятель, один из создателей национальной государственности монгол и бурят. Член-корреспондент Академии наук СССР, доктор филологических наук. Репрессирован. Умер в советской тюрьме.
- Жарновецкий, Константин Сигизмундович — большевик, комиссар Петергофского военно-революционного комитета, начальник городской Красной гвардии в Нарве, профессор, заведующий кафедрой обществоведения Ленинградского университета. Умер в блокадном Ленинграде.
- Жузе, Пантелеймон Крестович — российский историк, востоковед, религиовед
- Жюль де Готье — французский философ и эссеист
- Зазерский, Алексей Иванович — русский архитектор, инженер, изобретатель. В начале Великой Отечественной войны вступил в народное ополчение. Погиб в блокадном Ленинграде.
- Заменгоф, Лидия Лазаревна — польская эсперантистка, переводчик, адвокат и общественный деятель, дочь Л. Л. Заменгофа. Погибла в Треблинке
- Зарников, Иван Семёнович — участник советско-финской и Великой Отечественной войн, Герой Советского Союза (1940), командир взвода штабной батареи 168-го артиллерийского полка 7-й армии Северо-Западного фронта, младший лейтенант. Пропал без вести.
- Зац, Моисей Борисович — российский сценарист, драматург, журналист. Участник Великой Отечественной войны. Погиб на фронте.
- Зворыкин, Борис Васильевич — русский художник, график-орнаменталист, иконописец, переводчик. Умер в Париже.
- Зиновьев, Иван Дмитриевич — полковник Рабоче-крестьянской Красной Армии, участник советско-финской и Великой Отечественной войны, Герой Советского Союза (1940) командир 393-й стрелковой дивизии 6-й армии Юго-Западного фронта. Расстрелян в немецком плену.
- Знаменский, Андрей Александрович — русский революционер, большевик, советский военный и государственный деятель, Начальники Главного Управления РККВВФ РККА (1922—1923)
- Ибрагим Наджи ас-Сувейди — премьер-министр Ирака (1929—1930)
- Иванов, Модест Васильевич — советский военно-морской деятель, контр-адмирал. Умер в блокадном Ленинграде.
- Ивин, Борис Иванович — советский футболист и тренер. Погиб в начале года, пытаясь задержать преступника в блокадном Ленинграде.
- Избуцкий, Герман — советский разведчик сети резидентур «Красная капелла». Казнён нацистами.
- Ионов, Илья Ионович — российский революционер и издательский работник. Репрессирован. Умер в советском лагере.
- Кабанов, Александр Михайлович — российский певец (тенор), заслуженный артист РСФСР (1939). Умер в блокадном Ленинграде.
- Кажбер, Герш-Лейб — бессарабский еврейский писатель. Умер от голода во время эвакуации в Самарканде.
- Калмыков, Григорий Одиссеевич — русский художник-пейзажист. умер в блокадном Ленинграде.
- Калц, Юрай — югославский хорватский солдат, участник Гражданской войны в Испании и Народно-освободительной войны Югославии. Народный герой Югославии (посмертно). Погиб в июле 1942 года в ходе битвы за Козару
- Кальметт, Андре — французский кинорежиссёр, актёр.
- Камперос, Димитриос — греческий лётчик, один из пионеров греческой авиации. Умер от голода и лишений во время германо-итало-болгарской оккупации Греции
- Капшученко, Раиса Николаевна — украинская советская актриса, прима Киевского оперного театра, член Киевской подпольной группы Ивана Кудри в период немецко-фашистской оккупации. Казнена немецкими оккупантами.
- Каракетов, Исса Заурбекович — карачаевский поэт. Зачинатель карачаевской советской поэзии. Участник Великой Отечественной войны. Погиб в бою в августе 1942 года.
- Качоровский, Генрик — блаженный Римско-Католической Церкви, священник, мученик, ректор Высшей Духовной семинарии во Влоцлавке. Погиб в Дахау.
- Кенион, Джеймс — британский яхтсмен, серебряный призёр летних Олимпийских игр 1908.
- Киплик, Дмитрий Иосифович — русский живописец и педагог, автор трудов по технологии живописи. Умер от голода в блокадном Ленинграде.
- Киреев, Михаил Петрович — медик, профессор, Заслуженный деятель науки РСФСР.
- Киселёв, Матвей Семёнович — кавалер двух орденов Красного Знамени до учреждения ордена Ленина.
- Китнер, Максимилиан Иеронимович — российский и советский архитектор. Погиб в блокадном Ленинграде.
- Кларк, Чарльз Иванович) — рижский конструктор, корабельный мастер, преподаватель
- Клингер, Юлиус — австрийский художник, график, иллюстратор и дизайнер. Представитель модерна. Погиб в минском гетто
- Клиппель, Морис — французский врач, который описал синдром Клиппеля — Фейля
- Ковачевич, Радослав (33) — югославский партизан, участник Народно-освободительной войны Югославии. Народный герой Югославии. Умер в июле от ран, полученных в бою.
- Коган, Евгений Евгеньевич — военврач, бывший начальником экспедиции поисков экспедиции Брусилова. Пропал без вести в блокадном Ленинграде.
- Коган, Нина Иосифовна — российская и советская художница. Умерла от голода в блокадном Ленинграде.
- Кожебаткин, Александр Мелентьевич — российский издатель и библиофил.
- Кожевников, Михаил Яковлевич — военный топограф, геодезист, исследователь.
- Козырев, Михаил Яковлевич — русский писатель-сатирик, автор романсов. Расстрелян органами НКВД. Реабилитирован посмертно.
- Колман, Дональд — шотландский футболист и тренер
- Кондарев, Семён Алексеевич — герой-разведчик в годы Великой Отечественной войны. Казнён немецкими оккупантами.
- Котов, Григорий Иванович — российский и советский архитектор, реставратор, преподаватель. Умер в блокадном Ленинграде.
- Кричевский, Давид Львович — советский архитектор. Умер в блокадном Ленинграде.
- Кролль, Исаак Моисеевич — советский театральный режиссёр. Заслуженный артист РСФСР (1939).
- Крохин, Валентин Иванович — советский партизан, казнён немецкими оккупантами.
- Крыжановский, Дмитрий Андреевич — российский и советский архитектор. Умер от голода в блокадном Ленинграде.
- Крючков, Сергей Петрович — советский шахматный композитор.
- Ксидиас, Перикл Спиридонович — российский советский художник, график, гравёр. Является гравёром первых советских марок
- Куббель, Евгений Иванович — российский и советский шахматный композитор. Умер в блокадном Ленинграде.
- Кудря, Иван Данилович (30) — советский разведчик, Герой Советского Союза (посмертно), казнён немецкими оккупантами в ноябре.
- Кузнец, Альберт — эстонский борец греко-римского стиля. Бронзовый призёр Летних Олимпийских игр 1928 в Амстердаме.
- Кун, Лоренц Яковлевич — инженер, депутат парламента Азербайджанской Демократической Республики от фракции «Национальных меньшинств». Немец по-национальности. Репрессирован. Умер в советском лагере.
- Курзнер, Павел Яковлевич — советский актёр театра и кино, оперный певец (бас), артист эстрады. Умер в блокадном Ленинграде.
- Кюсс, Макс Авелевич — российский и советский военный музыкант, капельмейстер и композитор, автор вальса «Амурские волны». Погиб в Одесском гетто.
- Лавров, Алексей Модестович (55) — советский военно-морской деятель, инженерный работник, гидрограф, участник многих арктических экспедиций, главный редактор редакции специального руководства гидрографического управления Военно-морского флота Советского Союза, инженер-контр-адмирал (1940). Скончался в эвакуации от кровоизлияния в мозг.
- Лагунов, Дмитрий Алексеевич — российский и советский футболист. Погиб в блокадном Ленинграде.
- Латышев, Пётр Васильевич — горный инженер, сотрудник отдела технического контроля Монетного двора. Умер в блокадном Ленинграде.
- Лебедев, Сергей Фёдорович — российский и советский шахматист
- Леман, Вилли (58) — сотрудник гестапо, гауптштурмфюрер СС и криминальный инспектор. Тайный агент советской разведки. Уничтожен в гестапо после провала в декабре 1942 года.
- Лившиц, Яков Борисович — российский журналист, секретарь Общества Думских журналистов (с 1910).
- Лобанов, Сергей Иванович — русский художник
- Лопес-Пинто, Хосе — испанский военачальник, генерал. Участник гражданской войны 1936—1939 на стороне франкистов.
- Лочмель, Иосиф Фадеевич — белорусский советский историк. Участник Великой Отечественной войны. Погиб на фронте.
- Лутохин, Долмат Александрович — российский издатель, публицист
- Макаров, Михаил Варфоломеевич — советский разведчик времён Второй мировой войны. Казнён в нацистской тюрьме.
- Маколей Фицгиббон, Генри — ирландский юрист, литературовед и музыковед.
- Максимович, Анна Павловна) — русская беженка, врач-невропатолог, участница движения Сопротивления («Красная капелла»). Казнена нацистами
- Малокинис, Иоаннис — греческий моряк и пловец, чемпион летних Олимпийских игр 1896.
- Маневич, Абрам Аншелович — украинский, белорусский и американский художник-модернист
- Манжо, Огюст — французский музыкальный критик и организатор Нормальной школы музыки.
- Мансуров, Бурхан Хуснутдинович — татарский государственный деятель. Председатель ТатЦИКа в 1920—1921 годах. Умер в августе.
- Марков, Владимир Аверьянович — российский и советский футболист. Участник Олимпийских игр (1912) Умер в блокадном Ленинграде.
- Марковников, Николай Владимирович — русский и советский архитектор, археолог, реставратор и преподаватель.
- Матёкин, Савва Григорьевич — организатор и один из руководителей Авдотьино-Будённовской подпольной группы во время оккупации Донецка немецко-фашистскими захватчиками в годы Великой Отечественной войны. Казнён немецкими оккупантами.
- Миллер, Жан — советский государственный деятель, председатель ЦИК Республики Тавриды. Репрессирован. Умер в советском лагере.
- Минор, Лазарь Соломонович — российский невропатолог. Умер в Ташкенте
- Мифтахов, Сагит Мифтахович (35) — башкирский советский драматург. погиб на фронте Великой Отечественной войны в феврале.
- Михалек, Людвиг — австрийский художник и гравёр.
- Мичник, Зинаида Осиповна — российский педиатр, организатор здравоохранения, доктор педагогических наук (1935). Расстреляна как еврейка немецкими оккупантами
- Мишин, Владимир Константинович — российский футболист, защитник.
- Мосхопулос, Константинос — генерал-лейтенант греческой армии, участник Балканских войн 1912—1913 годов, начальник греческого Генерального штаба (1916).
- Мохов, Николай Константинович — командир советской подводной лодки Щ-317 типа «Щука», погиб при выполнении боевого задания при невыясненных обстоятельствах.
- Мульханов, Павел Михайлович — русский архитектор-строитель. Умер в эмиграции в Париже.
- Мурниэк, Христиан Мартынович — один из первых специалистов связи и радиоразведки в Военно-Морском Флоте, полковник (1935). Умер в блокадном Ленинграде.
- Муханов, Николай Иванович — русский советский писатель-фантаст, режиссёр, журналист, актёр, поэт. Автор романа «Пылающие бездны».
- Нагловский, Александр Дмитриевич российский революционер, видный деятель большевистской фракции, торгпред СССР в Италии Невозвращенец. Умер в Париже.
- Назаров, Николай Владимирович — российский гобоист.
- Налбандян, Ованес Аракелович — российский скрипач и музыкальный педагог. Умер в эвакуации в Ташкенте.
- Нампейо, Айрис — основательница династии художников-керамистов из племени хопи (юго-запад США).
- Нельдихен, Сергей Евгеньевич — российский поэт-примитивист. Репрессирован, умер в советском лагере.
- Никитин, Иван Семёнович (44) — советский военный деятель, генерал-майор (1940), участник Первой мировой, Гражданской и Великой Отечественной войн, командиром 6-го кавалерийского корпуса, расстрелян в немецком плену.
- Никитин, Михаил Матвеевич — российский историк литературы, писатель. Участник Великой Отечественной войны. Погиб в бою.
- Никовский, Андрей Васильевич — украинский общественный, политический деятель, литературовед, журналист. Умер в блокадном Ленинграде.
- Нуров, Рабадан — даргинский поэт. Репрессирован, реабилитирован посмертно.
- Огнев, Вилен Васильевич — герой-разведчик в годы Великой Отечественной войны, казнён немецкими оккупантами в феврале.
- Ознобишин, Нил Николаевич — русский артист цирка, литератор, автор системы рукопашного боя. Репрессирован. Умер в ссылке.
- Орфанидис, Георгиос — греческий стрелок, чемпион и призёр летних Олимпийских игр 1896.
- Осипов, Василий Васильевич — оперный певец (бас), вокальный педагог.
- Падершич, Винко — словенский учёный-славист, партизан Народно-освободительной войны, Народный герой Югославии (посмертно). Застрелился, чтобы не сдаваться в плен.
- Панков, Константин Леонидович — советский, мансийский и первый ненецкий художник. Считается создателем «северного изобразительного искусства». Участник Великой Отечественной войны. Погиб в бою.
- Панкова, Софья Сергеевна (40) — деятель революционного движения в Западной Белоруссии, один из руководителей Витебского патриотического подполья в годы Великой Отечественной войны. Казнена немецкими оккупантами в ноябре.
- Панов, Иван Степанович (43) — уральский советский писатель, первый руководитель Уральской писательской организации. Участник Великой Отечественной войны. Умер от ран в госпитале.
- Петров, Александр Александрович — российский футболист, нападающий.
- Петров, Евгений Степанович — техник-конструктор Газодинамической лаборатории, один из разработчиков первых советских ЖРД и боевых машин реактивной артиллерии «Катюша».
- Петров, Макарий Иванович — советский военачальник, генерал-майор. Расстрелян органами НКВД. Реабилитирован посмертно.
- Петрова, Ксения Семёновна — эрзянская поэтесса, писательница, драматург.
- Петруничев, Николай Алексеевич — советский партийный и государственный деятель, управляющий делами Совета Народных Комиссаров СССР (1937—1938) Пропал без вести на фронте Великой Отечественной войны.
- Пинкензон, Абрам Владимирович — пионер-герой, расстрелянный немцами.
- Политис, Николаос — греческий юрист, адвокат, министр иностранных дел (1917—1918, 1919—1920, 1922)
- Поляков, Александр Филатович — советский писатель, военный корреспондент и политработник. Умер от кровоизлияния в мозг.
- Попов, Владимир Алексеевич — русский писатель и просветитель, редактор журнала «Вокруг Света», путешественник, автор песни «Картошка». Погиб в автокатастрофе.
- Порецкий, Вадим Сергеевич — российский учёный-биолог, лауреат Сталинской премии в области науки и техники 1951 года. Скончался в феврале в блокадном Ленинграде.
- Прейс, Александр Германович — литератор, соавтор либретто опер Д. Д. Шостаковича «Нос», «Леди Макбет Мценского уезда», других опер, а также оперетт. Умер от дистрофии после эвакуации из блокадного Ленинграда.
- Принцип, Слободан — югославский студент и партизан Народно-освободительной войны Югославии, племянник Гаврилы Принципа, Народный герой Югославии. Умер от брюшного тифа в мае.
- Прокофьев, Георгий Николаевич — советский лингвист и этнограф, ученый-северовед, исследователь языков и создатель письменности самодийских народов, педагог (теоретик и практик). Умер в блокадном Ленинграде.
- Проскурнин, Николай Михайлович — русский архитектор, автор доходного дома страхового общества «Россия» в Москве. Умер в блокадном Ленинграде.
- Прошкин, Николай Игнатьевич — советский военный деятель, генерал-майор (1940), командир 58-я горнострелковой дивизии. Умер от тифа в немецком плену.
- Равлик, Иван Романович — деятель ОУН, начальник оккупационной полиции Львова. Казнён немецкими оккупантами.
- Радченко, Иван Иванович — российский политический деятель. Член петербургского «Союза борьбы за освобождение рабочего класса». Участник трёх революций. Репрессирован. Умер в советской тюрьме.
- Ренц, Франц Францевич — советский астроном. Умер в блокадном Ленинграде.
- Римша, Фёдор Михайлович — российский футболист, игравший на позиции защитника, игрок Олимпийской сборной (1912). Умер в блокадном Ленинграде.
- Розенкранц, Карл Вильямович — российский и советский шахматист
- Ройтман, Феликс — французский художник, участник Движения сопротивления. Убит в нацистском концлагере.
- Рыков, Валериан Никитович — советский архитектор.
- Рябушинский, Степан Павлович — русский предприниматель, банкир, коллекционер, меценат, вместе с братом Сергеем основал первый в России автомобильный завод АМО. Умер в Милане
- Садиков, Владимир Сергеевич — доктор химических наук, профессор ЛГУ, биохимик. Умер после эвакуации из блокадного Ленинграда
- Салаватов, Алим Паша — кумыкский поэт и драматург. Участник Великой Отечественной войны. Погиб в бою.
- Самбук, Феодосий Викторович — советский ботаник, специалист Ботанического института Академии наук СССР, репрессирован, умер в советском лагере. По другим источникам расстрелян в 1937 году. Реабилитирован посмертно.
- Сандро Фазини — советский и французский художник и фотограф еврейского происхождения, брат Ильи Ильфа. Погиб в Освенциме
- Сараджев, Константин Константинович — звонарь-виртуоз, теоретик русского колокольного звона.
- Сахаров, Александр Андреевич — российский и советский эсперантист, издатель, преподаватель  эсперанто.
- Сватиков, Сергей Григорьевич — российский историк, общественный деятель. Умер во Франции
- Свирский, Алексей Иванович (77) — российский и советский писатель еврейского происхождения.
- Сергеев, Фёдор Петрович («Кожемяка») — советский борец.
- Сечкин, Владимир Ефимович (17) — орловский советский подпольщик, комсомолец, в период оккупации города Орла немецкими войсками создавший и возглавивший подпольную боевую группу для борьбы с оккупантами; расстрелян вместе с другими членами группы.
- Сидоров, Василий Леонтьевич (Укки Вяйнямёйнен} — карельский и финский общественный деятель. В 1921 году возглавил Карельское восстание против Советской России. Умер в Финляндии
- Смирнов, Александр Васильевич (певец) — российский и советский оперный певец, баритон. Заслуженный артист Республики (1921 или 1924).
- Смирнов, Николай Иванович — протоиерей Русской православной церкви.
- Соколов, Михаил Андреевич — русский писатель.
- Сомов-Насимович, Евгений Николаевич — советский шахматный композитор. Погиб на фронте при обороне Москвы.
- Сорокин, Пётр Ефимович — российский футболист. Выступал в составе Сборной Российской империи по футболу
- Стаменкович, Трайко — югославский юрист и партизан Народно-освободительной войны Югославии, Народный герой Югославии (посмертно). Казнён немецкими оккупантами.
- Стратонов, Иринарх Аркадьевич — российский и советский историк, профессор Казанского университета.
- Стрельченко, Вадим Константинович — советский поэт. Пропал без вести на фронте Великой Отечественной войны.
- Сюннерберг, Константин Александрович — российский поэт-символист, философ-идеалист и теоретик искусства. Основатель иннормизма.
- Тёмкин, Зиновий Ионович — еврейский общественный деятель, один из лидеров ревизионистского сионизма. Отец композитора Дмитрия Тёмкина.
- Темурян, Леван Григорьевич — советский боксёр наилегчайшей весовой категории и тренер, выступал за сборную СССР в 1930-х годах. Четырёхкратный чемпион Советского Союза, заслуженный мастер спорта. Участник Великой Отечественной войны. Обстоятельства смерти неясны.
- Тесленко, Николай Васильевич — российский адвокат и общественный деятель. Председатель на первом всероссийском съезде адвокатов (1905). Был Председателем московского юридического общества. Один из основателей конституционно-демократической партии, член ЦК партии. депутат Государственной Думы II и III созывов. Умер в эмиграции в Париже
- Тиманова, Вера Викторовна — российская и советская пианистка-виртуоз и преподаватель. Умерла в блокадном Ленинграде.
- Тимофеева, Зинаида Семёновна — советская партизанка, минёр. Замучена немецкими оккупантами в июле.
- Торопцев, Иван Григорьевич — советский военачальник, полковник, командир 172-й стрелковой дивизии, 271-й стрелковой дивизии, 77-й стрелковой дивизии.
- Третьяков, Николай Васильевич — российский и советский военно-морской деятель, начальник штаба Астрахано-Каспийской флотилии (1918—1919), начальник штаба Сибирской военной речной флотилии (1920—1921), командующий Амурской военной флотилии Дальнего Востока РСФСР (1921—1922), Начальник штаба морских сил Дальнего Востока РСФСР (1922), начальник штаба Балтийской пограничной флотилии ОГПУ (1923—1925), начальник Ленинградской окружной морской базы ОГПУ, командир отряда судов Днепровской военной флотилии (1925—1926), преподаватель в Военно-морском училище (1927—1929), старший преподаватель специальных курсов командного состава ВМС РККА (СККС) (1929—1937). Умер в эвакуации в Астрахани
- Трояни, Кайетано — аргентинский композитор. Учитель Атоса Пальмы.
- Турецкий, Валериан Григорьевич — советский художник. Участник Великой Отечественной войны. Погиб на фронте.
- Тяпкин, Аркадий Георгиевич — российский футболист, правый защитник.
- Уверский, Алексей Иванович — российский футболист, играл на позиции полузащитника. член олимпийской сборной России. Умер в блокадном Ленинграде.
- Уолш, Корнелиус — канадский легкоатлет, бронзовый призёр летних Олимпийских игр 1908 в метании молота.
- Фарафонова, Екатерина Николаевна — советская партизанка, минёр. Замучена немецкими оккупантами.
- Фельдберг, Давид Владимирович — советский, российский логопед и сурдопедагог, один из основателей высшего дефектологического образования в России. Умер в блокадном Ленинграде.
- Феодосий (Феодосиев) — епископ Польской и Русской православных церквей, архиепископ Виленский и Лидский (1923—1939), архиепископ Смоленский и Дорогобужский (1908—1919).
- Филарет (Харламов) — епископ Семипалатинско-Свердловский и всея Сибири Русской древлеправославной церкви.
- Филиппов, Сергей Павлович — российский и советский футболист, игрок Олимпийской сборной (1912). Умер в блокадном Ленинграде.
- Фогель, Дебора — еврейская писательница. Писала на идиш и польском языках. Погибла с семьёй в Львовском гетто
- Фомин, Владимир Васильевич — советский футболист, правый и центральный полузащитник. Заслуженный мастер спорта СССР (1936). Игрок сборной СССР по футболу, тренер команды Динамо (Киев). Убит немецкими оккупантами за укрывательство еврея.
- Фондаминский, Илья Исидорович — российский революционер, член руководства партия социалистов-революционеров, комиссар Временного правительства на Черноморском флоте. Погиб в Освенциме Святой православной церкви.
- Франк, Михаил Людвигович — российский и советский математик, историк воздухоплавания, профессор (1927). Отец физика, лауреата Нобелевской премии Ильи Михайловича Франка и биофизика, академика АН СССР Глеба Михайловича Франка, младший брат философа Семёна Людвиговича Франка.
- Фридеман, Гуннар — эстонский шахматист.
- Фролов, Владимир Александрович — российский и советский художник-мозаичист. Умер в блокадном Ленинграде.
- Хара-Даван, Эренджен — калмыцкий медик, историк, политический публицист, общественный деятель, представитель движения евразийства.
- Харитон, Борис Осипович — российский журналист, издатель. Отец Ю. Б. Харитона. Выслан из СССР. После присоединения Латвии репрессирован. Умер в советском лагере.
- Ходжаев, Низаметдин Исаметдинович — узбекский большевик, активный участник установления Советской власти в Туркестане, глава ревкома Ферганской области (1919)
- Хоружая, Вера Захаровна — партизанская активистка, связная между Центральным Комитетом КП Белоруссии и командованием фронта. Герой Советского Союза (посмертно). Казнена немецкими оккупантами.
- Хржонстовский, Георгий Павлович — русский архитектор.
- Цейтлин, Гилель — религиозный еврейский писатель, философ и публицист, один из крупнейших еврейских религиозных философов своего времени
- Церетели, Алексей Акакиевич — князь, оперный антрепренёр. Умер в Париже.
- Александр Чеглок — русский путешественник, теософ, писатель, изобретатель, натуралист. Репрессирован. Умер в советском лагере.
- Чека, Педро — испанский политик, член ЦК Коммунистической партии Испании. Умер в Мексике.
- Чекрыгин, Иван Иванович — русский артист балета, композитор. Старший брат балетмейстера Александра Чекрыгина. Умер в блокадном Ленинграде.
- Шал, Ян — польский авиаконструктор, изобретатель, предприниматель, автор учебников по космогонии. Участник польского движения Сопротивления. Казнён немецкими оккупантами.
- Шапиро, Александр — деятель европейского анархистского движения. Погиб в Освенциме, как еврей
- Шаскольский, Павел Борисович — русский и советский фармацевт, владелец Сампсониевской аптеки и «Торгового Дома Б. Шаскольский» в Санкт-Петербурге (1910—1929), до 1917 — Главный представитель Боржомских Минеральных вод. Умер в блокадном Ленинграде.
- Шаталова, Клавдия Ивановна — героиня-разведчица в годы Великой Отечественной войны. Казнена немецкими оккупантами
- Шевяков, Николай Львович — российский и советский инженер-архитектор и преподаватель, один из мастеров московского модерна.
- Шейнфинкель, Моисей Эльевич — российский и советский логик и математик, известный как изобретатель комбинаторной логики.
- Шелагин, Борис Евгеньевич — советский футболист и игрок в хоккей с мячом, нападающий. Умер в блокадном Ленинграде.
- Ширман, Елена Михайловна — советская поэтесса. Расстреляна немецкими оккупантами
- Штейнберг, Павел Николаевич — профессор Петроградского агрономического института, автор книг по садоводству и огородничеству.
- Эли Стар — французский астролог и оккультист
- Эльвинг, Фредрик — финляндский ботаник
- Энгельгардт, Николай Александрович — русский писатель, поэт, публицист, литературный критик. Сын А. Н. Энгельгардта, брат М. А. Энгельгардта, второй тесть Николая Гумилёва. Умер в блокадном Ленинграде.
- Эфендиев, Рашид-бек — азербайджанский педагог, писатель и этнограф.
- Эфрусси, Полина Осиповна — советский психолог и педагог, доктор философских наук, профессор ленинградского Института по изучению мозга и психической деятельности. Расстреляна на Северном Кавказе немецкими оккупантами как еврейка.
- Яковлев, Михаил Васильевич — российский футболист, участник летних Олимпийских игр (1912). Умер в блокадном Ленинграде.
- Яковлев, Михаил Николаевич — живописец, график, сценограф, автор пейзажей и натюрмортов.
- Якушенко, Иван Фёдорович — участник Советско-финской и Великой Отечественной войн, политрук стрелковой роты 733-го стрелкового полка 136-й стрелковой дивизии 13-й армии Северо-Западного фронта, Герой Советского Союза (1940). Пропал без вести в боях под Сталинградом.
- Яронь, Бронислав — польский палеоботаник, доктор наук, расстрелян нацистам в Освенциме за участие в движении сопротивления.